# Ásgeir Sigurvinsson
Ásgeir Sigurvinsson ['auscɛir 'sɪɣʏrvɪnsɔn] (* 8. Mai 1955 in Vestmannaeyjar), auch „Sigi“ genannt, ist ein ehemaliger isländischer Fußballspieler und -trainer.

## Karriere

### Vereine
Ásgeir Sigurvinsson gehörte mit 17 Jahren der ersten Mannschaft des in seiner Geburtsstadt ansässigen Erstligisten ÍBV Vestmannaeyjar an, wurde mit ihm 1972 Zweiter der Meisterschaft und gewann mit ihm im selben Jahr – mit dem 2:0-Sieg über FH Hafnarfjörður – den nationalen Vereinspokal. Am Ende seiner zweiten Spielzeit, wechselte er als einer der ersten isländischen Fußballspieler ins Ausland. Acht Jahre lang war er für den belgischen Erstligisten Standard Lüttich aktiv, mit dem er in seiner letzten Spielzeit, 1980/81, den nationalen Vereinspokal gewann.
Zur Saison 1981/82 wurde er vom Deutschen Meister FC Bayern München verpflichtet, für den er 17 Bundesligaspiele bestritt und ein Tor erzielte. Sein Debüt gab er am 22. August 1981 (3. Spieltag) beim 3:1-Sieg im Heimspiel gegen Werder Bremen; sein einziges Tor gelang ihm am 30. März 1982 (26. Spieltag) beim 3:0-Sieg im Auswärtsspiel gegen den 1. FC Nürnberg mit dem Treffer zum Endstand in der 61. Minute. Des Weiteren kam er fünfmal im Europapokal der Landesmeister zum Einsatz und mit seinen Spielen in der Ersten, Zweiten und Dritten Hauptrunde um den DFB-Pokal trug er zum Gewinn dieses Pokals bei.
In der Folgesaison wurde er für eine Million D-Mark vom Ligakonkurrenten VfB Stuttgart verpflichtet, für den er acht Spielzeiten lang aktiv war. Sein Debüt gab er am 20. August 1982 (1. Spieltag) beim 1:1-Unentschieden im Auswärtsspiel gegen Borussia Dortmund; seine ersten beiden Tore von 38 erzielte er in seinem dritten Bundesligaspiel, beim 5:0-Sieg im Auswärtsspiel gegen den 1. FC Nürnberg, am 1. September 1982. In der Folgesaison gelang ihm an der Seite von Karl Allgöwer und Guido Buchwald die Meisterschaft. Für die Stuttgarter bestritt er ferner 21 Spiele im DFB-Pokal-Wettbewerb und 23 in den europäischen Pokalwettbewerben.

### Nationalmannschaft
Sein Debüt im Nationaltrikot krönte er am 26. September 1971 in Reykjavík beim 4:3-Sieg der U-19-Nationalmannschaft gegen die Auswahlmannschaft Irlands mit seinem ersten Länderspieltor. Sein letztes von sieben U-19-Länderspielen, in denen er vier Tore erzielte, bestritt er am 4. Juni 1973 bei der 1:2-Niederlage gegen die Auswahlmannschaft der Schweiz.
Für die A-Nationalmannschaft absolvierte Ásgeir Sigurvinsson 45 Länderspiele und erzielte fünf Tore. Er debütierte am 3. Juli 1972 bei der 2:5-Niederlage im Test-Länderspiel gegen die Nationalmannschaft Dänemarks in Reykjavík. Sein erstes Länderspieltor erzielte er am 5. Juni 1975 im Gruppenspiel der Europameisterschafts-Qualifikation beim 2:1-Sieg im Rückspiel gegen die Nationalmannschaft der DDR. Sein letztes A-Länderspiel bestritt er am 20. September 1989 im Laugardalsvöllur. Das Qualifikationsspiel für die Weltmeisterschaft 1990 im Rückspiel gegen die Nationalmannschaft der Türkei endete mit dem 2:1-Sieg.

## Erfolge
- Isländischer Pokalsieger 1972 (mit ÍBV Vestmannaeyjar)
- Belgischer Pokalsieger 1981 (mit Standard Lüttich)
- DFB-Pokal-Sieger 1982 (mit dem FC Bayern München)
- Deutscher Meister 1984 (mit dem VfB Stuttgart)

## Sonstiges
Nach seiner aktiven Fußballer-Karriere war er von 1990 bis 1993 als Spielerbeobachter beim VfB Stuttgart und von April bis November 1993 als Trainer von Fram Reykjavík aktiv. Sechs Jahre lang war er Technischer Direktor/Sportdirektor beim isländischen Verband und vom 9. Mai 2003 bis 31. Oktober 2005 Nationaltrainer Islands, bevor er von Eyjólfur Sverrisson abgelöst wurde.
Ásgeir Sigurvinsson gilt als „Jahrhundert-Fußballer“ Islands. Der in den Medien auch als „Eismeer-Zico“ betitelte Mittelfeldspieler war insbesondere während seiner Zugehörigkeit zum VfB Stuttgart ein Spielmacher von internationalem Format und wird bisweilen in einer Reihe mit Overath, Netzer, Flohe, Magath und Breitner genannt. Neben seinen unbestritten herausragenden fußballerischen Eigenschaften (Passspiel, Schusskraft, Laufstärke) galt er zudem als mannschaftsdienlicher Spieler ohne Star-Allüren.
Ein nach seiner Fußballer-Karriere in Denkendorf in der Nähe von Stuttgart eröffneter Getränkemarkt trägt bis heute seinen Namen.